# Maserati MCXtrema
El Maserati MCXtrema es un automóvil superdeportivo exclusivamente para pista no homologado para su uso en carretera, producido por el fabricante italiano Maserati. Es un homenaje al MC20, modelo base a partir del cual se desarrolló el coche y, al mismo tiempo, también es una referencia a la herencia de la división deportiva Maserati Corse. El nombre también denota a un bólido "extremo".

## Presentación
Fue presentado oficialmente en The Quail el 18 de agosto de 2023, durante la semana del automóvil de Monterey, California. Inicialmente era conocido con el nombre en clave de "Project24". Su producción comenzó en 2024, siendo una edición limitada a solamente 62 unidades, las cuales ya están todas agotadas.

## Especificaciones
Está equipado con el mismo motor V6 Nettuno, pero con nuevos turbocompresores, cuya la potencia total ha aumentado hasta los 730 CV (720 HP; 537 kW), acoplado a una transmisión manual secuencial de seis velocidades con paletas de cambio de fibra de carbono, en lugar de la caja de cambios de doble embrague de ocho velocidades del MC20. En su lugar, el embrague es de competición con un diferencial autoblocante mecánico. El V6 está montado en posición central y manda toda la potencia a las ruedas traseras.
Su peso total se ha mantenido en 1250 kg (2756 libras), con una relación peso a potencia de alrededor de 1,69 kg/CV. El tanque de combustible "FT2" tiene una capacidad de 120 litros (31,7 galAm).
Tiene frenos ventilados Brembo "CCMR" con ABS ajustable, los cuales han sido mecanizados a partir de pinzas de competición, mientras que los rines son semicarenados de aleación de aluminio forjado de 18 pulgadas (45,7 cm) hechos a la medida en neumáticos lisos "slicks" o de lluvia con tuerca de seguridad central. La suspensión de doble horquilla en ambos ejes y las barras estabilizadoras también son ajustables, al igual que los amortiguadores específicos ajustables en cuatro direcciones, tanto delanteros como traseros. Adicionalmente, cuenta con gatos neumáticos para elevar el coche cuando está en el pit stop.
Otras mejoras importantes incluyen: Sistema MTC de doble combustión, encendido "Twin Spark" (bujías dobles), control de combustión dual "TJI", lubricación por cárter seco, interior de carreras totalmente orientado al piloto con telemetría y cámara de grabación, entre otras.

## Diseño
El parecido con el MC20 es casi imperceptible, ya que sus líneas se han rediseñado por completo en clave de competición. Es mucho más grande que el MC20, cuya aerodinámica es más extrema y no cuenta con elementos de confort. Mide 5,2 m (204,7 pulgadas) de largo, 2,04 m (80,3 pulgadas). La carrocería fabricada en composite, está diseñada por el "Centro Stile Maserati" y en colaboración con el equipo de ingenieros de la marca. A sus apéndices aerodinámicos se agrega un alerón trasero móvil unido a la aleta de tiburón, un gran difusor trasero y un separador ("splitter") de fibra de carbono, material que se extiende también desde el monocasco a toda la carrocería, que alberga una cabina totalmente enfocada al uso en circuito, la cual se ha fabricado para maximizar el rendimiento aerodinámico y aumentar la carga aerodinámica, además de contar con parabrisas y ventanillas laterales de policarbonato.
El parte delantera está dispuesta en cuña, con un borde muy afilado y una gran entrada de aire hundida casi en la parte superior. Los faros se limitan a unas finas bandas luminosas junto a la gran parrilla con el emblema de la marca, es decir, prescinde de estos, aunque su función principal es estética porque forman el famoso logotipo de la compañía. La parte trasera tiene unas parrillas de refrigeración dispuestas en tres niveles y oblicuas, con dos grandes tubos de escape en la parte intermedia. Los pilotos se encuentran en unas finas barras en los extremos, colocados horizontalmente y en forma de "L".
Aunque no cumple los requisitos de ninguna categoría en particular, está equipado con componentes de seguridad homologados por la FIA, tales como una escotilla de techo de seguridad integrada y jaula antivuelco. Tiene un asiento de competición fijo con cuatro puntos de anclaje, cinturón de seguridad de seis puntos, caja de pedales de carreras ajustable, columna de dirección ajustable, sistema de extintores con especificaciones FIA y sistema de aire acondicionado. Opcionalmente puede llevar un asiento para el pasajero. El volante de fibra de carbono es rectangular y de gran tamaño, el cual presenta un diseño similar al de los monoplazas de competencia, con una pantalla led integrada al centro y botones a sus costados, además de dos perillas en la zona inferior. Teniendo en cuenta las protecciones ubicadas lateralmente, también se colocaron más perillas y algunos interruptores.
Además de los ajustes para mejorar el rendimiento, tiene ópticas distintas a las del MC20, ya que las delanteras son completamente led ubicadas a los costados de la gran toma de aire central, mientras que las traseras fueron divididas en tres niveles.